# 高清水町
高清水町（たかしみずまち）は、宮城県北部にあった町である。2005年4月1日に栗原郡内全町村が合併し、栗原市となった。

## 地理
宮城県北部に位置する町である。町名が示すように、高地に湧き出す泉が多く、水に恵まれた丘陵地帯にある。
- 河川：小山田川、善光寺川、透川
- 平均気温：11.1℃
- 年間降水量：1,304.8mm

### 隣接していた自治体
- 宮城県
  - 古川市
  - 遠田郡 田尻町
  - 栗原郡 瀬峰町、築館町、一迫町
  - 玉造郡 岩出山町

## 歴史
古くは高泉として記録に残る。室町時代には、高清水城が築城される。
- 江戸時代 - 奥州街道沿いの宿場町として発展する。
- 1889年4月1日 - 市町村制施行後も、江戸時代以来の高清水村がそのまま単独の村として存続する。
- 1902年7月15日 - 町制施行し、高清水町となる。
- 1925年10月 - 宮城県一帯で陸軍特別大演習。皇太子（後に昭和天皇）が統監のために町内に行啓[1]。
- 1947年8月7日 - 昭和天皇の戦後巡幸。四壇原開拓地を視察[2]。
- 1955年4月14日 - 古川市の一部を編入する。
- 2005年4月1日 栗原郡内全町村が合併し、栗原市となる。

## 行政
- 最後の町長：中嶋次男（2003年〜）

## 教育
- 中学校
  - 高清水町立高清水中学校
    - 高清水中学校は、文部科学省が推進する「学力向上フロンティア」指定校（フロンティアスクール）である。
- 小学校
  - 高清水町立高清水小学校

## 交通

### 鉄道
町内を東北新幹線が通過するが、駅は無い。交通手段としては、古川駅から築館行きのバスで25分程。

### 道路
- 高速道路
  - 町内を東北自動車道が通過するが、インターチェンジ・パーキングエリアなどの施設は無い。
- 一般国道
  - 国道4号
- 都道府県道
  - 宮城県道1号古川佐沼線
  - 宮城県道19号鹿島台高清水線
  - 宮城県道59号古川一迫線
  - 宮城県道167号真山高清水線

## 名所・旧跡・観光スポット・祭事・催事
- 七清水
  - 桂葉清水（名水百選）
  - 清水権現清水
  - 清水権現下清水
  - 金剛院清水
  - 小山下清水
  - 本町裏清水
  - 新町裏清水
- 新堤自然公園
- 愛宕山公園
- 奥州善光寺如来
- 高清水城

### イベント
- 互市（春と秋の年2回）

## 出身著名人
- かの香織（歌手）
- 千葉胤次（弓道家、東京市区長）